# Neolaparus banana
Neolaparus banana är en tvåvingeart som beskrevs av Charles Howard Curran 1927. Neolaparus banana ingår i släktet Neolaparus och familjen rovflugor.
Artens utbredningsområde är Kongo. Inga underarter finns listade i Catalogue of Life.